# 동촌
동촌은 과거 대한민국의 경상북도 달성군에 있던 면의 이름이다. 현재 한반도 남서부에 있는 대구광역시 동구에 해당한다. 본래 "해안면"으로 불리다가 1940년에 "동촌면"으로 개칭되었으며, 1958년에는 확장되는 대구의 한 동이 되었다. 옛 동촌의 면사무소는 지금은 사람들로 북적이는 입석동 지역에 있었다.

## 커뮤니티
옛 동촌 지역은 현재 대구광역시 동구의 다음 6개 동에 해당한다.
| 법정동 (옛 이름) | 한글   | 한국어 한자 | 1914년 이전의 이름 (일제강점기 이전)   | 행정동 (현 이름) |
| ---------------- | ------ | ----------- | -------------------------------------- | ---------------- |
| 불로동           | 불로동 | 不老洞      | - 불로동 - 현상동 - 구송동             | 불로봉무동       |
| 봉무동           | 봉무동 | 鳳舞洞      | - 봉무동 - 단산동 - 도감동 - 외남동    | 불로봉무동       |
| 지저동           | 지저동 | 枝底洞      | - 지저동                               | 지저동           |
| 도동             | 도동   | 道洞        | - 도동 - 상향동 - 하향동               | 도평동           |
| 평광동           | 평광동 | 坪廣洞      | - 평리동 - 북광동 - 남광동             | 도평동           |
| 검사동           | 검사동 | 檢沙洞      | - 검사동 - 연천동                      | 도평동           |
| 검사동           | 검사동 | 檢沙洞      | - 검사동 - 연천동                      | 동촌동           |
| 입석동           | 입석동 | 立石洞      | - 입석동 - 도신동                      |                  |
| 방촌동           | 방촌동 | 芳村洞      | - 방촌동 - 격양동                      | 방촌동           |
| 방촌동           | 방촌동 | 芳村洞      | - 방촌동 - 격양동                      | 해안동           |
| 둔산동           | 둔산동 | 屯山洞      | - 둔산동 - 대암동 - 칠동 (옻골) - 상동 |                  |
| 부동             | 부동   | 釜洞        | - 부동 - 구명동 - 월천동               |                  |
| 신평동           | 신평동 | 新坪洞      | - 평리동 - 신덕동                      |                  |

1. ↑  평광동은 공산의 일부였으나 1958년에 동촌에 편입되었다.

## 명소
- 봉무공원
- 옻골마을
- 대구국제공항